# Mary-Ann Ochota
Mary-Ann Ochota,  född 8 maj 1981 i Wincham, Cheshire, Storbritannien, är en brittisk programledare och antropolog specialiserad på antropologi, arkeologi, socialhistoria och äventyrs-tv.

## Biografi
Ochota är dotter till en indisk mor och en polsk far. Hon har studerat vid Sir John Deane's College.
Från 1999 till 2002 studerade hon arkeologi och antropologi vid Emmanuel College, Cambridge, specialiserad på socialantropologi. Hon representerade sin högskola i 2013 års University Challenge Christmas Special och nådde finalen mot Gonville and Caius College, Cambridge.
År 2008 gifte hon sig med barnboksförfattaren Joe Craig och födde deras son Cole i juli 2018.

## Presentationer
Ochota har rapporterat för Channel 4:s utrikesdokumentär, Unreported World. Hennes första film för serien, India's Slumkid Reporters, sändes i september 2013, hennes andra, Kickboxing Kids, sändes 2014. Hon bidrog till serie 1 och 2 av ITV:s arkeologiprogram Britain's Secret Treasures som presenterar artefakternas historia, såsom Pegsdon Mirror, Putney 'Brothel' Token, Stone Priory Seal Matrix, Lincoln Roman Statue, Canterbury Pilgrim Badges och vraket av HMS Colossus.
I Britain's Secret Homes (ITV, 2013) presenterade hon berättelserna om livet på Creswell Crags, Derbyshire, St Mungo's Home for Working Girls, London, Knap av Howar, Orkney och Broch av Mousa, Shetland.
Ochota presenterade den tredelade serien, Raised Wild för Animal Planet (som sändes som Feral Children i Storbritannien), som undersökte fall av "förvildade" barn, definierade som barn som antingen uppfostrats av eller med djur, eller barn som hade överlevt under en betydande period i naturen. Det fanns tre episoder i säsong 1, i Uganda, Ukraina och Fiji.
Ochota var också medpresentatör för Serie 19 (2012) av Channel 4:s arkeologishow Time Team med Tony Robinson. Hon har bidragit till aktuella radioprogram Weekend World Today på BBC World Service, BBC Radio 4 (Our Daily Bread) och är en regelbunden granskare på Sky News förhandsvisning av tidningar.
År 2016 presenterade hon serien "Best of enemies" för tysk TV, där hon reste runt i Storbritannien för att ta reda på vad britterna egentligen tycker om tyskarna. Serien sändes på den tyska kanalen ARD-alpha på engelska med tyska undertexter.

## Annat arbete
Ochota presenterades som modell i flera reklamfilmer, såsom Kelloggs Special K.
Mary-Ann Ochota har varit ordförande och intervjuare vid den årliga konstfestivalen Institute of Art and Ideas Crunch och HowTheLightGetsIn Philosophy festival, bloggar för The Independent och skriver regelbundet för The Daily Telegraph om landsbygdsfrågor och utomhusaktiviteter. Hennes första bok, publicerad av Headline 2013, i samarbete med British Museum och ITV följde efter med TV-serien med samma namn, Britain's Secret Treasures.
Ochota deltog i Clipper Round the World Yacht Race 2012 på etapp 8, med Edinburgh Inspiring Capital från Qingdao i Kina till San Francisco i USA. Hon seglade som en fullt aktiv besättningsmedlem och bloggade för internationella äventyrstidningar medan hon var till sjöss. Hon har skrivit om sin kärlek till utomhus- och äventyrsaktiviteter, såsom vildcamping, orientering och brittisk dykning.  Hennes andra bok, Hidden Histories: A Spotter's Guide to the British Landscape, publicerades 2016.